# Super Bowl XXIV
Super Bowl XXIV był dwudziestym czwartym finałem o mistrzostwo NFL w zawodowym futbolu amerykańskim, rozegranym 28 stycznia 1990 roku, na stadionie Louisiana Superdome, w Nowym Orleanie, w stanie Luizjana.
Mistrz konferencji NFC, drużyna San Francisco 49ers, pokonał mistrza konferencji AFC, drużynę Denver Broncos, uzyskując wynik 55-10. San Francisco 49ers zostali mistrzami po raz czwarty.
Za faworytów spotkania uważana była drużyna z San Francisco.
Amerykański hymn państwowy przed meczem wykonał Aaron Neville. W przerwie w połowie meczu wystąpili: Pete Fountain, Doug Kershaw oraz Irma Thomas.
Tytuł MVP finałów zdobył Joe Montana, Quarterback zespołu 49ers. Było to dla niego trzecie tego typu wyróżnienie.

## Ustawienia początkowe
| San Francisco  | Pozycja | Pozycja | Denver            |
| -------------- | ------- | ------- | ----------------- |
| Ofensywa       |         |         |                   |
| Jerry Rice     | WR      | WR      | Mark Jackson      |
| Harris Barton  | LT      | LT      | Ken Lanier        |
| Bruce Collie   | LG      | LG      | Jim Juriga        |
| Jesse Sapolu   | C       | C       | Keith Kartz       |
| Guy McIntyre   | RG      | RG      | Doug Widell       |
| Bubba Paris    | RT      | RT      | Gerald Perry      |
| Brent Jones    | TE      | TE      | Orson Mobley      |
| John Taylor    | WR      | WR      | Vance Johnson     |
| Joe Montana    | QB      | QB      | John Elway        |
| Roger Craig    | RB      | RB      | Bobby Humphrey    |
| Tom Rathman    | FB      | RB      | Steve Sewell      |
| Defensywa      |         |         |                   |
| Kevin Fagan    | LDE     | LDE     | Alphonso Carreker |
| Michael Carter | NT      | NT      | Greg Kragen       |
| Pierce Holt    | RDE     | RDE     | Ron Holmes        |
| Charles Haley  | LOLB    | LOLB    | Michael Brooks    |
| Matt Millen    | LILB    | LILB    | Rick Dennison     |
| Michael Walter | RILB    | RILB    | Karl Mecklenburg  |
| Keena Turner   | ROLB    | ROLB    | Simon Fletcher    |
| Don Griffin    | LCB     | LCB     | Tyrone Braxton    |
| Darryl Pollard | RCB     | RCB     | Wymon Henderson   |
| Chet Brooks    | SS      | SS      | Dennis Smith      |
| Ronnie Lott    | FS      | FS      | Steve Atwater     |